# Aegirosaurus
Aegirosaurus  es un género extinto de ictiosaurio, grupo de reptiles marinos similares a peces, conocido desde finales del Jurásico a principios del Cretácico en Europa.

## Descubrimiento y especies
Originalmente descrito por Wagner (1853) como Ichthyosaurus leptospondylus, ha tenido una historia taxonómica muy inestable. También fue denominado Ichthyosaurus trigonus posthumus, e identificado con Macropterygius y Brachypterygius extremus. En el año 2000 Bardet y Fernández encontraron que el espécimen holotipo de Macropterygius es indiagnosticable, por lo tanto este género es un nomen dubium. Ellos seleccionaron un esqueleto completo de una colección privaa como el neotipo de esta especie, ya que el único otro ejemplar descrito fue destruido durante la Segunda Guerra Mundial. Un segundo espécimen de la colección de Múnich fue referido al mismo taxón. Bardet y Fernández concluyeron que el neotipo debería ser asignado a un nuevo género, Aegirosaurus. El nuevo nombre significa "lagarto de Aegir (dios teutónico del océano) con vértebras estrechas". 
Dentro de la familia Ophthalmosauridae, Aegirosaurus es el más cercanamente relacionado con Ophthalmosaurus. Sin embargo, muchos análisis cladísticos recientes han encontrado que estaba más cercanamente relacionado con Sveltonectes (y probablemente también con Undorosaurus). Se determinó también que el linaje de Aegirosaurus incluye a Brachypterygius y a Maiaspondylus, y estos se incluyen dentro de Platypterygiinae, el cual es el taxón hermano de Ophthalmosaurinae.

## Estratigrafía
Aegirosaurus es conocido del Titoniense (Jurásico Superior) de Baviera, Alemania. Sus restos fueron descubiertos en el depósito de calizas de la formación Solnhofen, en donde también se han hallado varios fósiles bien conocidos, como Archaeopteryx, Compsognathus y Pterodactylus. 
Adicionalmente a sus registros en el Jurásico, Aegirosaurus ha sido recientemente descubierto en el Valanginiense tardío (Cretácico Inferior) del sureste de Francia (Laux-Montaux, en el departamento de Drôme; en la cuenca vocontiana), siendo el primer ictiosaurio diagnosticado del Valanginiano. Esto muestra que algunos tipos de ictiosaurios jurásicos cruzaron el límite Jurásico-Cretácico.

## Palaeobiología
Era un género de ictiosaurio pequeño, con los adultos siendo de menos de dos metros de longitud. La morfología dental y patrón de desgaste sugieren que Aegirosaurus pertenecía a un grupo de especies con una alimentación poco especializada.